# Энергетика Сирии
Энергетика Сирии преимущественно основана на природном газе и нефти.
Топливно-энергетический комплекс Сирии значительно пострадал от гражданской войны и санкций США и ЕС. Конфликт привёл к сокращению выработки электроэнергии почти на 40 % из-за разрушения предприятий и нехватки топлива. После падения режима Асада энергетический комплекс получил санкционные послабления. Топливный дефицит стал сокращаться. Одной из главных проблем на 2025 год является сильная зависимость отрасли от ископаемого топлива. Органом государственного управления, реализующим энергетическую политику страны, является Министерство энергетики Сирии. 

## Электроэнергетика

### История
До начала гражданской войны, в 2010 году Сирия произвела 1,18 квадриллионов БТЕ, что способствовало оптимальному функционированию экономики. Комплекс стабильно вырабатывал свыше 46,45 млрд кВт·ч. По состоянию на 2010 год в стране не было существенных проблем с электроэнергией. Из-за массовых террористических атак Исламского государства и продолжающегося конфликта в 2016 производство электроэнергии значительно упало до 0,19 квадриллионов БТЕ и 18,17 млрд кВт·ч. 2016 и 2017 годы стали худшими для энергетики Сирии.
До конфликта в стране также развивалась атомная энергетика и модернизировались возобновляемые источники энергии. В провинции Дейр-эз-Зор планировалось ввести в эксплуатацию АЭС. Эти проекты не были реализованы. Сирийский реактор был уничтожен в 2007 году Израилем в результате авиаудара.

### Текущие показатели
Чистая выработка электроэнергии за 2023 год составила 20,10 млрд кВт·ч. В 2023 году суммарное производство и соответствующее ему потребление первичной энергии превысило 0,32 квадриллиона БТЕ.
Доля ТЭС в структуре общего производства электроэнергии составляет 95 %. ТЭС вырабатывает 19,21 млрд кВт·ч. Чистая выработка гидроэлектроэнергии составляет 0,75 млрд кВт·ч, что составляет 4 % от общего объёма. Остальной процент занимает выработка электроэнергии с помощью солнечных панелей. Данная подотрасль электроэнергетики стала активно развиваться на рубеже 2020-х годов. 3 апреля 2019 года в Сирии заработала первая солнечная электростанция. На 2023 год солнечная энергия вырабатывала 0,1 млрд кВт·ч. В Сирии на 2023 год отсутствует АЭС и не производится добыча электроэнергии с помощью ветроэнергетических генераторов.
Основными энергоносителями для ТЭС выступают нефть (65 %), газ (35 %) и уголь (1 %).

## Топливно-энергетическая отрасль

### Нефть
В 2010 году нефть составляла около четверти дохода Сирии, оцениваемого в 3,2 млрд долларов за 2010 год. Почти вся нефть экспортировалась в ЕС.
До войны, в 2010 году Сирия ежедневно производила более 383,3 тысяч баррелей нефти. Уже в 2014 году производство сократилось до 22,7 тысячи баррелей. Сирийский нефтяной сектор более всего пострадал от санкций. Произошёл энергетический коллапс. 
Во время гражданской войны, до свержения Асада страна зависела от импорта нефти из Ирана. По состоянию на конец 2024 года некоторые из крупнейших нефтяных месторождений страны находятся на территории, контролируемой Сирийскими демократическими силами.  
Начиная с 2018 года объёмы добываемой нефти начали постепенно увеличиваться. На 2023 год Сирия производит 90,8 тысяч баррелей в день.

### Газ
Производство природного газа в Сирии значительно сократилось с началом войны. 
В 2010 году добыча составляла 10,07 млрд м3 в год. В 2015 году добыча уменьшилась до 6,2 млрд м3. Газовая энергетика даже после свержения режима Асада остаётся шатким элементом в структуре сирийской промышленности. 
В 2022 году Сирия произвела более 3,1 млрд м3 природного газа. Газовая энергетика стабилизируется медленными темпами, оправляясь от энергетического коллапса.
2 августа 2025 года через трубопровод Килис — Алеппо начат импорт газа из Азербайджана через территорию Турции. По газопроводу поставляется 1,4 млн м3 газа в сутки, что позволяет производить 250 мегаватт электроэнергии. Газ поставляется на электростанции в Алеппо и Хомсе, теплоэлектростанции Насырийе и Тешрин около Дамаска. На август 2025 года в результате разрушений в ходе гражданской войны электроэнергия в стране подаётся на 3—4 часа в день. Поставки позволят увеличить подачу электроэнергии до 10 часов в день. Общая пропускная способность газопровода составляет 3,4 м3 газа в сутки.